# Боран (село)
Боран, ранее — Буран (каз. Боран) — село в Куршимском районе Восточно-Казахстанской области Казахстана. Административный центр Бурановского сельского округа. Находится примерно в 130 км к юго-востоку от районного центра, села Куршим. Расположено на правом берегу реки Чёрный Иртыш, в устье реки Калжыр. Код КАТО — 635243100.

## Население
В 1999 году население села составляло 2406 человек (1214 мужчин и 1192 женщины). По данным переписи 2009 года в селе проживало 1506 человек (753 мужчины и 753 женщины).